# Antonio Pigafetta
Antonio Pigafetta, italijanski navtični raziskovalec in kronist, * okrog 1480, Vicenza, † po 1534, Verona.
Pigafetta se je udeležil plovbe okrog sveta s portugalskim kapitanom Ferdinandom Magellanom in njegovo špansko posadko kot prostovoljec. Med potjo je beležil natančni dnevnik poti, ki mu je pozneje omogočil prevod enega od filipinskih jezikov, Cebuano. To je prvi pisni dokument o tem jeziku.
Od 260 mož, ki so leta 1519 odpluli z Magellanom se jih je leta 1522 v Španijo vrnilo le 18, Pifagetta je bil eden izmed njih. Poveljstvo ladje je na poti okrog sveta po Magellanovi smrti prevzel Juan Sebastián Elcano. 
Pigafettov dnevnik je vir večine podatkov, ki so znani o Elcanovi poti.